# 卡米安杜古
卡米安杜古（法語：Kamiandougou），是馬里的城鎮，位於該國中部，由塞古區的塞古省負責管轄，面積311平方公里，海拔高度274米，2009年人口14,313，人口密度每平方公里46人。